# Rell Harwood
Rell Harwood (1 de junio de 2001) es una deportista estadounidense que compite en esquí acrobático. Consiguió tres medallas en los X Games de Invierno.

## Medallero internacional
| \| X Games de Invierno \| X Games de Invierno \| X Games de Invierno \| X Games de Invierno \| \| Año \| Lugar \| Medalla \| Prueba \| \| ------------------- \| ---------------------- \| ------------------- \| ------------------- \| \| 2024 \| Aspen (Estados Unidos) \| Medalla de plata \| Knuckle huck \| \| 2024 \| Aspen (Estados Unidos) \| Medalla de bronce \| Big air \| \| 2025 \| Aspen (Estados Unidos) \| Medalla de oro \| Knuckle huck \| |                        |                   |              |
| X Games de Invierno |                        |                   |              |
| Año | Lugar                  | Medalla           | Prueba       |
| 2024 | Aspen (Estados Unidos) | Medalla de plata  | Knuckle huck |
| 2024 | Aspen (Estados Unidos) | Medalla de bronce | Big air      |
| 2025 | Aspen (Estados Unidos) | Medalla de oro    | Knuckle huck |